# Arrondissement Ieper
Het arrondissement Ieper is een van de acht arrondissementen van de provincie West-Vlaanderen in België. Het arrondissement heeft een oppervlakte van 553,72 km² en telde 108.402 inwoners op 1 januari 2025.
Het arrondissement is een bestuurlijk arrondissement.

## Geschiedenis
Het arrondissement Ieper ontstond in 1800 als derde arrondissement in het Leiedepartement. Het bestond oorspronkelijk uit de kantons Elverdinge, Hooglede, Ieper, Mesen, Passendale, Poperinge en Wervik.
In 1818 werd het kanton Diksmuide aangehecht van het arrondissement Veurne. Op dat moment werden de kantons Poperinge en Mesen afgestaan aan het nieuwe arrondissement Poperinge, het kanton Hooglede aan het nieuwe arrondissement Roeselare en het kanton Wervik aan het nieuwe arrondissement Menen.
In 1823 werden de arrondissementen Poperinge en Menen reeds opgeheven en kwamen de afgestane gebieden terug naar het arrondissement Ieper. Het kanton Diksmuide werd opnieuw afgestaan voor de oprichting van het nieuwe arrondissement Diksmuide.
Bij de definitieve vaststelling van de taalgrens in 1963 werd de toenmalige gemeenten Komen, Houthem, Neerwaasten, Waasten, Ploegsteert en een klein gedeelte van de toenmalige gemeente Nieuwkerke afgestaan aan het nieuw gevormde arrondissement Moeskroen en werd een gebiedsdeel hiervan aangehecht bij het arrondissement Ieper.
Tot voor de herindeling van de gerechtelijke arrondissementen van 1 april 2014 was er ook een gerechtelijk arrondissement Ieper. Het gerechtelijk arrondissement Ieper is opgegaan in het gerechtelijk arrondissement West-Vlaanderen. Dit bestond verder uit delen van het arrondissement Roeselare (Staden en Moorslede).

## Administratieve indeling

### Structuur
| Ieper            | Ieper            | Supranationaal         | Nationaal                         | Nationaal                 | Gemeenschap               | Gewest                    | Provincie       | Arrondissement  | Provinciedistrict | Kanton          | Gemeente        | District         |
| ---------------- | ---------------- | ---------------------- | --------------------------------- | ------------------------- | ------------------------- | ------------------------- | --------------- | --------------- | ----------------- | --------------- | --------------- | ---------------- |
| Administratief   | Niveau           | Europese Unie          | België                            | België                    | Vlaanderen                | Vlaanderen                | West-Vlaanderen | Ieper           | Ieper             | Ieper           | 8               | -                |
| Administratief   | Bestuur          | Europese Commissie     | Belgische regering                | Belgische regering        | Vlaamse regering          | Vlaamse regering          | Deputatie       | Deputatie       | Deputatie         | Deputatie       | Gemeentebestuur | Districtscollege |
| Administratief   | Raad             | Europees Parlement     | Kamer van volksvertegenwoordigers | Vlaams Parlement          | Vlaams Parlement          | Vlaams Parlement          | Provincieraad   | Provincieraad   | Provincieraad     | Provincieraad   | Gemeenteraad    | Districtsraad    |
| Kiesomschrijving | Kiesomschrijving | Nederlands Kiescollege | Kieskring West-Vlaanderen         | Kieskring West-Vlaanderen | Kieskring West-Vlaanderen | Kieskring West-Vlaanderen | Kortrijk-Ieper  | Kortrijk-Ieper  | Kortrijk          | 6               | 8               | -                |
| Verkiezing       | Verkiezing       | Europese               | Federale                          | Federale                  | Vlaamse                   | Vlaamse                   | Provincieraads- | Provincieraads- | Provincieraads-   | Provincieraads- | Gemeenteraads-  | Districtsraads-  |

Gemeenten:
- Heuvelland
- Ieper (stad)
- Langemark-Poelkapelle
- Mesen (stad)
- Poperinge (stad)
- Vleteren
- Wervik (stad)
- Zonnebeke

Deelgemeenten:
| - Beselare - Bikschote - Boezinge - Brielen - Dikkebus - Dranouter - Elverdinge - Geluveld - Geluwe - Hollebeke - Ieper - Kemmel - Krombeke |

| - Langemark - Loker - Mesen - Nieuwkerke - Oostvleteren - Passendale - Poelkapelle - Poperinge - Proven - Reningelst - Roesbrugge-Haringe - Sint-Jan - Vlamertinge |

| - Voormezele - Watou - Wervik - Westouter - Westvleteren - Woesten - Wijtschate - Wulvergem - Zandvoorde - Zillebeke - Zonnebeke - Zuidschote |

## Demografische evolutie
- Bron:NIS - Opm:1806 t/m 1980=volkstellingen; vanaf 1990= inwoneraantal per 1 januari
- De sterke terugval van het aantal inwoners over de periode 1910-1920 is het gevolg van de Eerste Wereldoorlog, de beperktere terugval over de periode 1961-1970 is het gevolg van de overheveling van een aantal overwegend Franstalige gemeenten (o.a. Komen) naar het arrondissement Moeskroen bij de vastlegging van de taalgrens in 1963.

| Inwoners van jaar tot jaar op 1 januari 1992 tot heden | Inwoners van jaar tot jaar op 1 januari 1992 tot heden | Inwoners van jaar tot jaar op 1 januari 1992 tot heden |
| Jaar                                                   | Aantal                                                 | Evolutie: 1992=index 100                               |
| ------------------------------------------------------ | ------------------------------------------------------ | ------------------------------------------------------ |
| 1992                                                   | 104.042                                                | 100,0                                                  |
| 1993                                                   | 104.287                                                | 100,2                                                  |
| 1994                                                   | 104.331                                                | 100,3                                                  |
| 1995                                                   | 104.372                                                | 100,3                                                  |
| 1996                                                   | 104.342                                                | 100,3                                                  |
| 1997                                                   | 104.389                                                | 100,3                                                  |
| 1998                                                   | 104.237                                                | 100,2                                                  |
| 1999                                                   | 104.357                                                | 100,3                                                  |
| 2000                                                   | 104.278                                                | 100,2                                                  |
| 2001                                                   | 104.320                                                | 100,3                                                  |
| 2002                                                   | 104.168                                                | 100,1                                                  |
| 2003                                                   | 104.168                                                | 100,1                                                  |
| 2004                                                   | 104.030                                                | 100,0                                                  |
| 2005                                                   | 104.272                                                | 100,2                                                  |
| 2006                                                   | 104.506                                                | 100,4                                                  |
| 2007                                                   | 104.798                                                | 100,7                                                  |
| 2008                                                   | 105.163                                                | 101,1                                                  |
| 2009                                                   | 105.508                                                | 101,4                                                  |
| 2010                                                   | 105.828                                                | 101,7                                                  |
| 2011                                                   | 106.155                                                | 102,0                                                  |
| 2012                                                   | 106.415                                                | 102,3                                                  |
| 2013                                                   | 106.225                                                | 102,1                                                  |
| 2014                                                   | 106.208                                                | 102,1                                                  |
| 2015                                                   | 106.295                                                | 102,2                                                  |
| 2016                                                   | 106.154                                                | 102,0                                                  |
| 2017                                                   | 106.230                                                | 102,1                                                  |
| 2018                                                   | 106.251                                                | 102,1                                                  |
| 2019                                                   | 106.279                                                | 102,2                                                  |
| 2020                                                   | 106.570                                                | 102,4                                                  |
| 2021                                                   | 106.455                                                | 102,3                                                  |
| 2022                                                   | 107.022                                                | 102,9                                                  |
| 2023                                                   | 107.840                                                | 103,7                                                  |
| 2024                                                   | 108.129                                                | 103,9                                                  |

Aalst · Aarlen · Aat · Antwerpen · Bastenaken · Bergen · Borgworm · Brugge · Brussel-Hoofdstad · Charleroi · Dendermonde · Diksmuide · Dinant · Doornik-Moeskroen · Eeklo · Gent · Halle-Vilvoorde · Hasselt · Hoei · Ieper · Kortrijk · La Louvière · Leuven · Luik · Maaseik · Marche-en-Famenne · Mechelen · Namen · Neufchâteau · Nijvel · Oostende · Oudenaarde · Philippeville · Roeselare · Sint-Niklaas · Thuin · Tielt · Tongeren · Turnhout · Verviers · Veurne · Virton · Zinnik